# Liatongus arrowi
Liatongus arrowi là một loài bọ cánh cứng trong họ Bọ hung (Scarabaeidae).